# Liste der Naturdenkmale in Lambsheim
Die Liste der Naturdenkmale in Lambsheim nennt die im Gemeindegebiet von Lambsheim ausgewiesenen Naturdenkmale (Stand 30. März 2013).

## Naturdenkmale
| Nr.         | Bezeichnung   | Lage                               | Beschreibung | Bild            |
| ----------- | ------------- | ---------------------------------- | ------------ | --------------- |
| ND-7338-338 | Friedenseiche | Hauptstraße, Ecke Marktstraße Lage | Quercus sp.  | Fotos hochladen |